# Bas Koole
Bas Koole (Emmeloord, 9 mei 1986) is een Nederlandse professionele kitesurfer. Na één keer officieus als eerste en tweemaal als derde te zijn geëindigd, veroverde hij eind 2010 voor het eerst het Nederlands Kampioenschap Kitesurfen in Scheveningen.